# Dominik Oroz
Alois Dominik Oroz (Vienna, 29 ottobre 2000) è un calciatore croato, difensore del Kryl'ja Sovetov Samara.

## Caratteristiche tecniche
È un difensore centrale.

## Carriera

### Club
Trascorre la sua formazione calcistica presso diversi club della capitale come Austria Vienna e First Vienna, con cui debutta in Regionalliga nel corso della stagione 2016-2017. Nel luglio 2017 viene acquistato dal Salisburgo che lo cede alla squadra filiale del Liefering dove gioca per due stagioni e mezza collezionando 48 presenze e segnando due reti in seconda divisione.
Il 1º febbraio 2021 viene ceduto a titolo definitivo al Vitesse.

### Nazionale
Ha giocato nelle nazionali giovanili croate Under-18, Under-19 ed Under-20.

## Statistiche
Statistiche aggiornate al 3 aprile 2021.

### Presenze e reti nei club
| Stagione        | Squadra         | Campionato      | Campionato | Campionato | Coppe nazionali | Coppe nazionali | Coppe nazionali | Coppe continentali | Coppe continentali | Coppe continentali | Altre coppe | Altre coppe | Altre coppe | Totale | Totale | Totale |
| Stagione        | Squadra         | Comp            | Pres       | Reti       | Comp            | Pres            | Reti            | Comp               | Pres               | Reti               | Comp        | Pres        | Reti        | Pres   | Reti   |        |
| --------------- | --------------- | --------------- | ---------- | ---------- | --------------- | --------------- | --------------- | ------------------ | ------------------ | ------------------ | ----------- | ----------- | ----------- | ------ | ------ | ------ |
| 2016-2017       | First Vienna    | RL              | 2          | 0          | CA              | 0               | 0               |                    | -                  | -                  |             | -           | -           | 2      | 0      |        |
| 2018-2019       | Liefering       | 1L              | 12         | 0          |                 | -               | -               |                    | -                  | -                  |             | -           | -           | 12     | 0      |        |
| 2019-2020       | Liefering       | 1L              | 23         | 0          |                 | -               | -               |                    | -                  | -                  |             | -           | -           | 23     | 0      |        |
| 2020-2021       | Liefering       | 1L              | 13         | 3          |                 | -               | -               |                    | -                  | -                  |             | -           | -           | 13     | 3      |        |
| 2020-2021       | Vitesse         | ED              | 4          | 0          | CO              | 0               | 0               |                    | -                  | -                  |             | -           | -           | 4      | 0      |        |
| Totale carriera | Totale carriera | Totale carriera | 54         | 3          |                 | 0               | 0               |                    | -                  | -                  |             | -           | -           | 54     | 3      |        |